# Малиновка (Шимский район)
Малиновка — деревня в Шимском районе Новгородской области в составе Шимского городского поселения.

## География
Находится в западной части Новгородской области на расстоянии приблизительно 8 км на северо-восток по прямой от районного центра поселка Шимск.

## История
В 1907 году здесь (лесная сторожка Новгородского уезда Новгородской губернии) был учтен 1 двор.

## Население
Численность населения: 12 человек (1907 год), 10 (русские 100 %) в 2002 году, 9 в 2010.